# Ängö sund
Ängö sund är ett sund på Åland som delar kommunerna Lumparland och Vårdö. Sundet trafikeras av Ängösundslinjen, en linfärja som förbinder öarna Ängö och Bussö i Vårdö med fasta Åland i Norrboda i Lumparland.
Ängö sund är över 15 meter djupt och förbinder Lumparn och Föglöfjärden, egenskaper som gjort sundet till en viktig farled sedan lång tid tillbaka.